# Naturpark Putna-Vrancea
Der Naturpark Putna-Vrancea (rumänisch Parcul Natural Putna) ist ein nach den IUCN-Richtlinien erklärtes Naturschutzgebiet in Rumänien und gehört zur IUCN-Kategorie V.

## Lage
Der Naturpark Putna-Vrancea liegt im Kreis Vrancea.

## Beschreibung
Der Naturpark ist das Tal des Flusses Putna mit einmaligen Wasserfällen, Bergen und Habitaten.

## Geschichte
Im rumänischen Feldzug kämpfte hier im Juli 1917 das Infanterie-Regiment Nr. 373 gegen eine rumänisch-russische Offensive.